# Týden bez závazků
Týden bez závazků (v originále Hall Pass) je romantická komedie z roku 2011 od režisérů Bobbyho a Petera Farrellyových. Film měl v Americe premiéru 23. února 2011 a v Česku měl premiéru 5. května 2011.

## Obsazení
| Owen Wilson         | Rick   |
| Jason Sudeikis      | Fred   |
| Jenna Fischer       | Maggie |
| Christina Applegate | Grace  |
| Nicky Whelan        | Leigh  |